# Liopropoma mitratum
Liopropoma mitratum is een straalvinnige vissensoort uit de familie van zaag- of zeebaarzen (Serranidae). De wetenschappelijke naam van de soort werd voor het eerst geldig gepubliceerd in 1978 door Lubbock & Randall.